# Chiesa di San Benedetto Abate (Piavon)
La chiesa di San Benedetto Abate è la parrocchiale di Piavon, in provincia di Treviso e diocesi di Vittorio Veneto; fa parte della forania Opitergina.

## Storia
La chiesa fu costruita nel XV secolo dai benedettini e venne consacrata nell'ottobre del 1538 da Vincenzo Massari, vescovo titolare della Diocesi di Eleuterna, per incarico del cardinale Marino Grimani, patriarca di Aquileia e amministratore apostolico della diocesi di Vittorio Veneto.
L'edificio fu restaurato nel 1738 e, soprattutto, nel 1912, quando assunse l'aspetto recente.

## Interno
All'interno sono custoditi quattro dipinti di Jacopo da Bassano.

## Campanile
Il campanile risale al 1587.